# Lois d'Augustine
 (juin 2025).
Si vous disposez d'ouvrages ou d'articles de référence ou si vous connaissez des sites web de qualité traitant du thème abordé ici, merci de compléter l'article en donnant les références utiles à sa vérifiabilité et en les liant à la section « Notes et références ».
 (mai 2024).
 (juin 2025).
Pour les articles homonymes, voir Augustine.

Graphique logarithmique des prix des avions de combat américains en fonction du temps pour démontrer la loi d'Augustine n° 16.

Les lois d'Augustine sont une série d'aphorismes humoristiques formulés par Norman Ralph Augustine, un homme d'affaires américain spécialisé dans l'aérospatiale qui a occupé le poste de sous-secrétaire d'État à l'armée de 1975 à 1977. En 1984, il a publié ses lois. Le livre et plusieurs des lois ont fait l'objet d'un article dans le magazine Sound and Vibration en mars 2012[réf. nécessaire].

## Liste
1. La meilleure façon de faire une bourse de soie à partir d'une oreille de truie est de commencer avec une truie de soie. Il en va de même pour l'argent.
2. Si la journée d'aujourd'hui était deux fois moins bonne que celle de demain, elle serait probablement deux fois meilleure que celle d'hier.
3. Il n'y a pas de chasseurs de lions vétérans paresseux.
4. Si vous avez les moyens de faire de la publicité, vous n'en avez pas besoin.
5. Un dixième des participants produit plus d'un tiers de la production. L'augmentation du nombre de participants ne fait que réduire la production moyenne.
6. Un chien affamé chasse mieux. Un chien plus affamé chasse encore mieux.
7. La diminution de la base commerciale augmente les frais généraux. Il en va de même pour l’augmentation de la base commerciale.
8. Les quatre années les moins fructueuses dans la formation d'un estimateur de coûts sont celles de l'arithmétique en cinquième année.
9. Les acronymes et les abréviations doivent être utilisés dans toute la mesure du possible pour rendre des idées triviales plus profondes...Q.E.D.
10. Les taureaux ne gagnent pas les corridas, ce sont les gens qui les gagnent. Ce ne sont pas les gens qui gagnent les combats de personnes, mais les avocats.
11. Si la Terre pouvait tourner deux fois plus vite, les gestionnaires feraient deux fois plus de travail. Si l’on pouvait faire tourner la Terre vingt fois plus vite, tout le monde ferait deux fois plus de travail puisque tous les managers s’envoleraient.
12. La fabrication de mauvais produits coûte cher.
13. Il existe de nombreuses entreprises très prospères aux États-Unis. Il y a aussi beaucoup de cadres très bien payés. La politique consiste à ne pas mélanger les deux.
14. Après 2015, il n'y aura plus d'accidents d'avion. Il n'y aura pas non plus de décollage, car l'électronique occupera 100 % du poids de chaque avion.
15. Les derniers 10 % de performance génèrent un tiers des coûts et deux tiers des problèmes.
16. En 2054, l'ensemble du budget de la défense n'achètera qu'un seul avion. Cet avion devra être partagé par l'armée de l'air et la marine trois jours par semaine, il sera mis à la disposition du corps des marines le 7ème jour[1].
17. Les logiciels sont comme l'entropie. Il est difficile à appréhender, ne pèse rien et obéit à la deuxième loi de la thermodynamique, c'est-à-dire qu'il augmente toujours.
18. Il est très coûteux d’obtenir un manque de fiabilité élevé. Il n’est pas rare d’augmenter le coût d’un article d’un facteur dix pour chaque dégradation réalisée d’un facteur dix.
19. Même si la plupart des produits seront bientôt trop chers à l'achat, il y aura un marché florissant pour la vente de livres sur la façon de les réparer.
20. Chaque année, le Congrès affectera le montant du financement approuvé l'année précédente, plus les trois quarts de la modification demandée par l'administration, moins une taxe de 4 %.
21. Il est facile d'obtenir un prêt à moins d'en avoir besoin.
22. Si les experts en bourse étaient si experts, ils achèteraient des actions et ne vendraient pas de conseils.
23. Toute tâche peut être accomplie en seulement un tiers de temps de plus que ce qui est actuellement estimé.
24. La seule chose plus coûteuse que d'allonger le calendrier d'un projet établi est de l'accélérer, ce qui est en soi l'action la plus coûteuse que l'on connaisse.
25. Un calendrier révisé est à l'entreprise ce qu'une nouvelle saison est à un athlète ou une nouvelle toile à un artiste.
26. Si un nombre suffisant de couches de gestion sont superposées les unes aux autres, on peut être sûr que le désastre n'est pas laissé au hasard.
27. Le rang n'intimide pas le matériel. L'absence de rang non plus.
28. Il vaut mieux être celui qui réorganise que celui qui est réorganisé.
29. Les cadres qui n'obtiennent pas de bons résultats ne conservent leur poste que cinq ans environ. Ceux qui produisent des résultats efficaces restent en poste environ une demi-décennie.
30. Lorsque les personnes qui posent les questions sont prêtes à recevoir les réponses, les personnes qui effectuent le travail ont perdu la trace des questions.
31. Le comité optimal n'a pas de membres.
32. Engager des consultants pour réaliser des études peut être un excellent moyen de transformer les problèmes en or, vos problèmes en leur or.
33. Les imbéciles se précipitent là où les titulaires craignent de s'aventurer.
34. Le processus de sélection concurrentielle des entrepreneurs pour l'exécution des travaux repose sur un système de récompenses et de pénalités, toutes distribuées de manière aléatoire.
35. Plus les données disponibles pour fonder une conclusion sont faibles, plus la précision doit être grande afin de donner de l'authenticité aux données.
36. L'épaisseur de la proposition requise pour remporter un contrat de plusieurs millions de dollars est d'environ un millimètre par million de dollars. Si toutes les propositions conformes à cette norme étaient empilées les unes sur les autres au fond du Grand Canyon, ce serait probablement une bonne idée.
37. Quatre-vingt-dix pour cent du temps, les choses se passeront moins bien que prévu. Dans les 10 % restants, vous n'aviez pas le droit d'en attendre autant.
38. L'oiseau qui se lève tôt obtient le ver. Le ver qui se lève tôt... se fait manger.
39. Ne promettez jamais de terminer un projet dans les six mois suivant la fin de l'année, dans un sens ou dans l'autre.
40. La plupart des projets démarrent lentement, puis s'amenuisent.
41. Plus on produit, moins on reçoit.
42. Les systèmes simples ne sont pas réalisables parce qu'ils nécessitent des tests à l'infini.
43. Le matériel fonctionne mieux lorsqu'il est le moins important.
44. Au XXIe siècle, les avions voleront toujours en direction de l'ouest, de préférence en supersonique, en traversant les fuseaux horaires afin de disposer des heures supplémentaires nécessaires pour réparer les composants électroniques défectueux.
45. Il faut s'attendre à ce que l'attendu puisse être évité, mais l'inattendu aurait dû être attendu.
46. Un milliard économisé est un milliard gagné.
47. Les deux tiers de la surface de la Terre sont recouverts d'eau. L'autre tiers est couvert par les auditeurs du siège.
48. Plus vous passez de temps à parler de ce que vous avez fait, moins vous avez de temps à consacrer à ce dont vous avez parlé. Finalement, on passe de plus en plus de temps à parler de moins en moins de choses, jusqu'à ce qu'on passe tout son temps à ne parler de rien.
49. Les règlements se développent au même rythme que les mauvaises herbes.
50. La durée de vie d'une réglementation moyenne est cinq fois moins longue que celle d'un chimpanzé et dix fois moins longue que celle d'un être humain, mais quatre fois plus longue que celle du fonctionnaire qui l'a créée.
51. Au moment du tricentenaire des États-Unis, il y aura plus de fonctionnaires que de travailleurs.
52. Les personnes travaillant dans le secteur privé devraient essayer d'économiser de l'argent. Il est toujours possible qu'il reprenne un jour de la valeur.